# Oskarżyciel posiłkowy
Oskarżyciel posiłkowy – instytucja polskiego postępowania karnego, która pozwala pokrzywdzonemu działać obok prokuratora lub zamiast niego w postępowaniu karnym.
Wyróżnia się dwa rodzaje oskarżycieli posiłkowych:
- oskarżyciel posiłkowy uboczny[a] działający w postępowaniu obok oskarżyciela publicznego. Aby stać się oskarżycielem posiłkowym, pokrzywdzony musi złożyć oświadczenie do sądu, w którym będzie toczyć się sprawa, iż będzie działał w takim właśnie charakterze. Oświadczenie takie musi  zostać złożone w terminie od wniesienia aktu oskarżenia do sądu, do momentu jego odczytania na rozprawie głównej. Złożone po upływie terminu jest bezskuteczne.
- oskarżyciel posiłkowy subsydiarny lub samoistny[b]  działa samodzielnie, zastępując oskarżyciela publicznego w sytuacji, gdy ten odmawia wszczęcia postępowania lub umarza je, bez skierowania sprawy do sądu. By pokrzywdzony nabył prawo do wniesienia własnego aktu oskarżenia muszą być spełnione następujące przesłanki:

1. prokurator odmawia wszczęcia postępowania przygotowawczego lub umarza wszczęte postępowanie,
2. postanowienie to zostało zaskarżone zażaleniem do sądu (art. 306 § 1 w zw. z art. 465 § 2 Kodeksu postępowania karnego),
3. sąd uchyla postanowienie prokuratora, wskazując powody uchylenia, ewentualnie także okoliczności, które należy wyjaśnić, lub czynności, które należy przeprowadzić,
4. prokurator prowadzący postępowanie ponownie nie znajduje podstaw do wszczęcia postępowania lub ponownie umarza wszczęte postępowanie[1],
5. postanowienie to zostało zaskarżone zażaleniem do prokuratora nadrzędnego[2]
6. prokurator nadrzędny utrzymuje postanowienie w mocy.

Po wyczerpaniu tej procedury pokrzywdzony może w ciągu miesiąca od doręczenia mu zawiadomienia o ostatnim postanowieniu prokuratora wnieść własny subsydiarny akt oskarżenia. W tym zakresie obowiązuje przymus adwokacki.
- oskarżyciel posiłkowy konkurujący w postępowaniu w sprawach o wykroczenia może wnieść samoistną skargę niezależnie od skargi oskarżyciela publicznego[3]. W sprawach o wykroczenia ścigane na żądanie pokrzywdzonego, pokrzywdzony może samodzielnie wnieść wniosek o ukaranie jako oskarżyciel posiłkowy. W sprawach o inne wykroczenie, pokrzywdzony może samodzielnie wnieść wniosek o ukaranie jako oskarżyciel posiłkowy, jeżeli w ciągu miesiąca od powiadomienia o wykroczeniu organu uprawnionego do występowania w tych sprawach w charakterze oskarżyciela publicznego nie zostanie powiadomiony o wniesieniu przez ten organ wniosku o ukaranie albo otrzyma zawiadomienie o braku podstaw do tego[4]. W polskim procesie karnym nie istnieje taka instytucja.

## Uprawnienia oskarżyciela posiłkowego
Oskarżycielowi posiłkowemu, w przeciwieństwie do pokrzywdzonego, przysługują przed sądem prawa strony. Oznacza to, że może on zgłaszać własne wnioski dowodowe, zadawać pytania osobom przesłuchiwanym, a także wnosić środki odwoławcze od orzeczeń sądu. Podczas rozprawy oskarżyciel posiłkowy zajmuje miejsce przed stołem sędziowskim po prawej stronie, obok prokuratora.